# Zehn Tipps, das Morden zu beenden und mit dem Abwasch zu beginnen

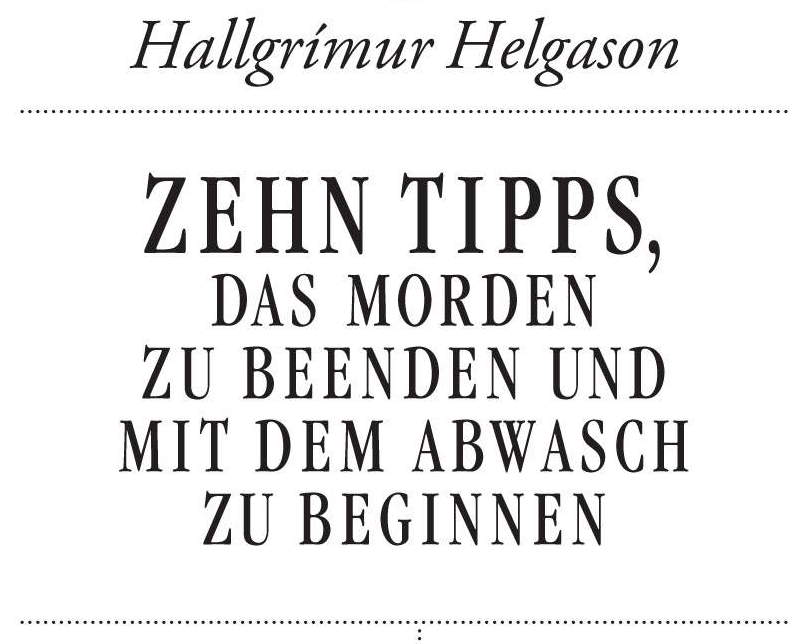

Zehn Tipps, das Morden zu beenden und mit dem Abwasch zu beginnen (isländischer Originaltitel: 10 ráð til að hætta að drepa fólk og byrja að vaska upp) ist ein Roman des isländischen Autors Hallgrímur Helgason. Er handelt von dem in New York lebenden kroatischen Auftragsmörder Toxic, eigentlich Tomislav Bokšić, der nach dem Mord an einem FBI-Agenten untertauchen muss und so über einige Verwicklungen nach Island kommt.
Der Roman erschien 2008 in Island und wurde 2010 in einer Übersetzung von Kristof Magnusson in Deutschland beim Tropen Verlag, der zum Klett-Cotta Verlag gehört, veröffentlicht.

## Allgemeines und formaler Aufbau
Der Roman ist in 35 nummerierte und mit Titeln versehene Kapitel gegliedert. Das gesamte Buch wird aus der Perspektive des Protagonisten Toxic als Ich-Erzähler wiedergegeben, der sowohl die konkreten Handlungen wie auch seine Gedanken und Erinnerungen als inneren Monolog wiedergibt. Die Geschichte findet als einzelner Erzählstrang in der chronologischen Reihenfolge der Ereignisse statt, aus der verschiedene Rückblicke und Gedanken ausbrechen.
Das Buch trägt auf dem Vorblatt eine Widmung: „Für Barbara Taylor“. Im Text werden zudem im Kapitel „25. Grannys“ zwei Verse aus dem Gedicht „Freiheit“ des kroatischen Dichters Danijel Dragojević zitiert:

„Svatko tko je putovao zna da se jabuke nigdje ne jedu
kao na ulici i trgu nekog stranog gradu“

Zudem werden an verschiedenen Stellen des Romans kurze Passagen aus Liedern zitiert, etwa wenn im Autoradio Justin Timberlake läuft oder sich die isländische Familie gemeinsam den Eurovision Song Contest anschaut.
Die Handlung des Romans beginnt in New York City in den Vereinigten Staaten und spielt danach vor allem in der isländischen Hauptstadt Reykjavík und einigen Vororten. Die Handlung beginnt im Mai 2006 wenige Tage vor dem Eurovision Song Contest 2006 und endet ziemlich genau ein Jahr später am Tag des Eurovision Song Contest 2007 zu dem Zeitpunkt, als die serbische Gewinnerin Marija Šerifović nach ihrem Sieg ihren Gewinnersong ein zweites Mal vorträgt. Der Autor verweist zudem in zahlreichen Rückblicken auf den kroatischen Unabhängigkeitskrieg von 1991 bis 1995, an dem der Protagonist als junger Soldat teilgenommen hat, sowie auf fiktive Ereignisse während seiner Zeit als Auftragsmörder.

## Handlung
Toxic, eigentlich Tomislav Bokšić, ist ein Auftragsmörder, der für die kroatische Mafia in New York tätig ist. Nebenher arbeitet er als Kellner im „The Zagreb Samovar“, dem Treffpunkt der kroatischen Mafia in New York, und führt eine sexuelle Beziehung mit der Peruanerin Munita. Er tötet sehr erfolgreich und seine Bilanz beläuft sich auf 65 erfolgreiche Morde; er ist stolz darauf, ein dreifacher Sixpacker zu sein, also dreimal mit je sechs aufeinanderfolgenden Kugeln je einen Menschen ermordet zu haben.

### Start der Handlung in New York
Als Toxic beim Mord Nr. 66 unwissentlich einen Beamten des FBI erschießt und dabei fast gefasst wird, beschließt er, nach Zagreb zu fliehen und unterzutauchen. Dafür lässt er sich einen russischen Pass ausstellen. Auf dem New Yorker Flughafen stellt er fest, dass er bereits gesucht wird, und ändert seine Pläne. Auf der Herrentoilette tötet er einen Mann mit ähnlicher Statur und beschließt, dessen Rolle einzunehmen – es handelt sich dabei um den Prediger Father Friendly, der auf dem Weg nach Island ist, um dort bei einem christlichen Fernsehsender aufzutreten.

### In Island

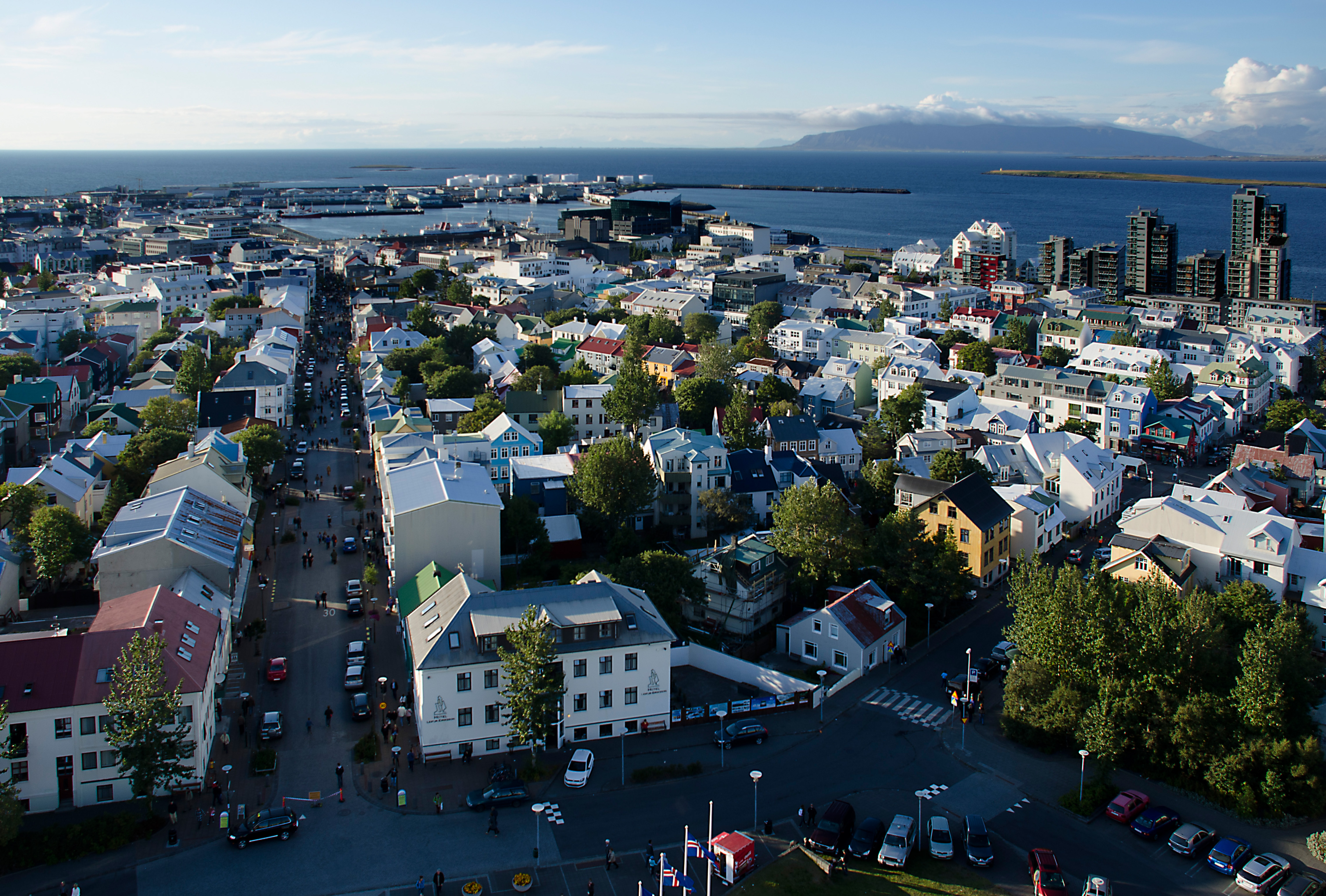
Reykjavík vom Turm der Hallgrímskirkja

In Island angekommen, verwechselt er die Pässe und reist als Russe ein, wird kurz danach jedoch von den Isländern Guðmundur Engilbertsson – im Roman später nur Gutmunduhr – und dessen Frau Sigriður Ingibjörg Sigurhjartardóttir – im Roman Zickrita – als Father Friendly empfangen. Sie nehmen ihn mit nach Hause und bieten ihm ihre Gastfreundschaft an. Während ihrer Abwesenheit schaut sich Toxic im Haus um und nimmt ein Bad. Kurz danach stürmt Gunnhildur, die Tochter des Hauses, in die Wohnung und sucht einen Schlüssel für ihre Wohnung, da sie sich ausgeschlossen hat. Toxic bietet ihr seine Hilfe beim Türöffnen an und sie nimmt ihn mit nach Reykjavík, wo er die Tür öffnet. Danach vertreibt er sich die Zeit bis zum Abend in der Stadt und betrinkt sich in einem Café in der Innenstadt, bis ihn Gutmunduhr zur Sendung abholt. Als Father Friendly diskutiert er vor der Kamera mit Gutmunduhr und erzählt eine erfundene Geschichte von seiner Berufung zur Kirche und der angeblichen Missionsarbeit in Jugoslawien zur Zeit der Regierung von Tito.
Später fährt Toxic mit seinen Gastgebern zurück in deren Wohnung. In den nächsten Tagen besucht er mit Gutmunduhr und Zickrita mehrere Kirchen und Initiativen. Am Wochenende trifft sich die Familie, um gemeinsam den Eurovision Song Contest 2006 anzuschauen. Hierbei lernt er auch Tröster kennen, den vermeintlichen Bruder von Gunnhildur. Mitten im kroatischen Beitrag der Sängerin Severina klingelt die Polizei an der Tür, und Toxic verschwindet durch den Garten. Er flieht mit einem gestohlenen Auto und bricht in ein Haus ein. Dort gibt er sich später als Handwerker aus und bleibt über das Wochenende. Danach flieht er weiter zur Wohnung von Gunnhildur und Tröster. Toxic erzählt Gunnhildur die Wahrheit über seine Identität. Sie versteckt ihn auf dem Dachboden, später beginnen sie eine sexuelle Affäre.
Nach einer Woche in Island versucht Toxic vergeblich, Munita telefonisch zu erreichen, und erkundigt sich später beim Pförtner seines Appartements in New York nach ihr. Er beauftragt ihn, in seiner Wohnung nachzusehen. Als er eine Stunde später wieder mit ihm telefoniert, erklärt der Pförtner ihm, dass er den Kopf von Munitas Leiche im Kühlschrank gefunden habe. Toxic bricht zusammen und verlässt die Wohnung von Gunnhildur. Er geht ziellos durch Reykjavík und versucht, sich vor einen LKW zu werfen und sich umzubringen. Dabei verletzt er sich schwer, überlebt den Sturz von der Brücke jedoch und kämpft sich zum Haus von Gutmunduhr durch, wo er aufgenommen wird. Gutmunduhr und Zickrita beschließen, ihn zu verstecken und gemeinsam mit ihrem Freund Thórður – von Toxic Tortur genannt – zum Guten zu bekehren. Nach dessen „Behandlung“ wird Toxic von Gutmunduhr mit einem neuen, isländischen Pass und dem Namen Tómas Leifur Ólafsson ausgestattet, zudem vermitteln sie ihm eine Unterbringung im „Hardwork Hotel“, einer Unterkunft für Ausländer. Er teilt sich das Gebäude mit Polen, Litauern und einem Bulgaren namens Balatov. Gutmunduhr besorgt Toxic zudem einen Job als Tellerwäscher in einer Armenküche, wo er den rassistischen und ehemals wegen Totschlag inhaftierten Koch Óle kennenlernt und sich mit ihm anfreundet.
Die Affäre mit Gunnhildur entflammt erneut, nachdem sie ihn in seiner Behausung besucht. Sie suchen sich ein Liebesnest in einem indischen Möbelladen, wo sie sich regelmäßig treffen und Sex haben. An einem Wochenende fahren sie gemeinsam aufs Land und Gunnhildur fragt Toxic, ob er sich ein Leben in Island und mit ihr vorstellen kann. Er zögert und sie bekommen Streit, danach fährt sie ihn zurück in sein Zimmer. Kurz darauf kommt es zu einem Zwischenfall im „Hardwork Hotel“: Ein Litauer, der als Drogenkurier Kondome mit Kokain geschluckt hatte, stirbt, und es folgt ein Handgemenge. Als die Litauer ihren Kollegen abtransportieren, besorgt sich Toxic aus deren Zimmer eine Pistole. Kurz darauf kommt es zu einer Razzia, bei der Toxic die Polizisten über den Vorfall aufklärt, ohne erkannt zu werden. Kurz darauf zieht er aus dem Hotel aus und bei Gunnhildur ein. In einer Nacht versucht Tröster, ihn umzubringen. Toxic erfährt, dass er nicht ihr Bruder, sondern ihr Freund war. Bei dem nachfolgenden Streit eröffnet Gunnhildur ihm, dass sie schwanger ist.

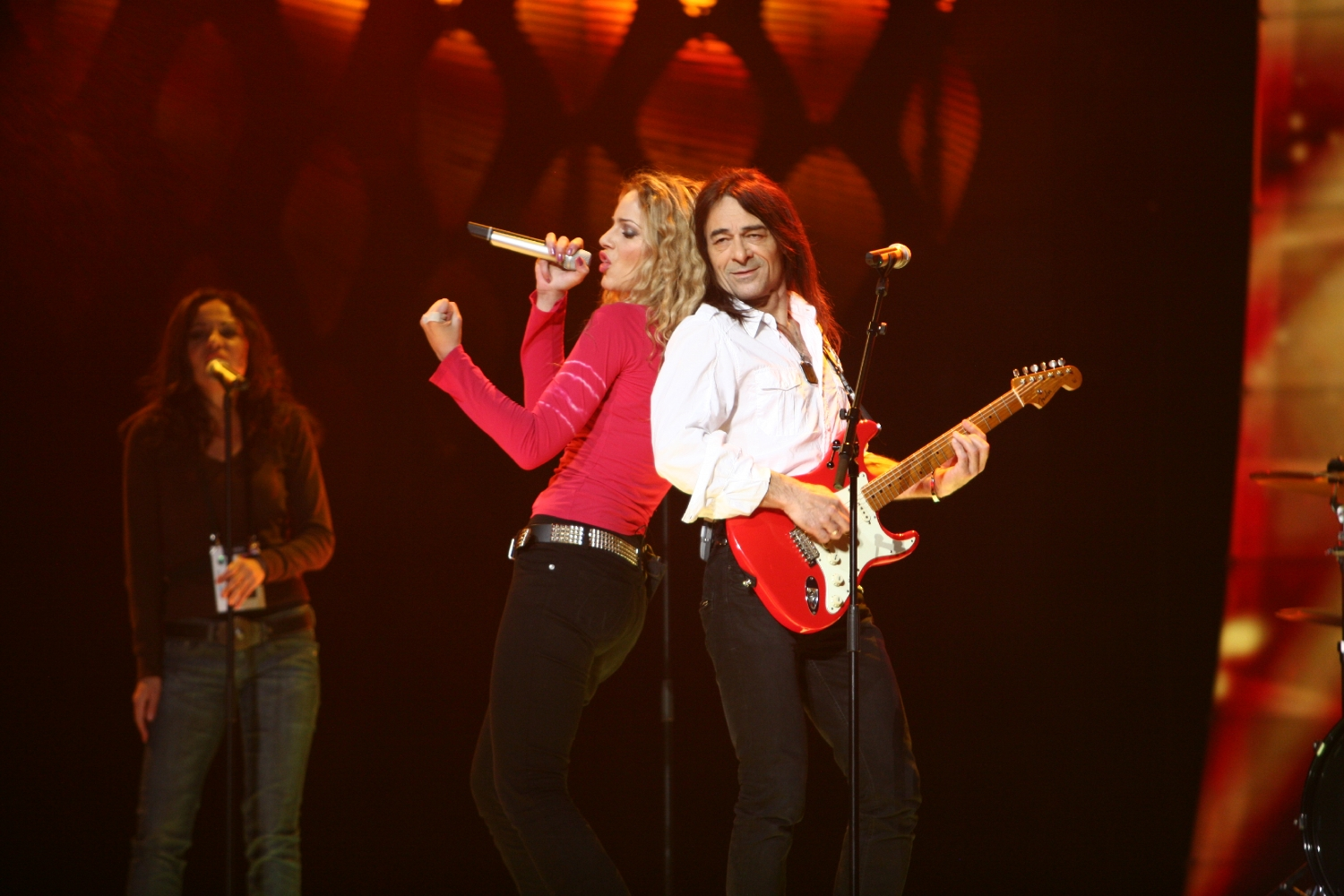
Dado Topić mit der Band Dragonfly beim Eurovision Song Contest 2007

Nach einem Jahr in Island kommt es im Mai erneut zum Familientreffen zum Eurovision Song Contest, gemeinsam mit Tortur, Óle und deren Frauen. Gunnhildur ist hochschwanger, und nachdem die Gewinner des Vorjahres, die finnische Band Lordi mit ihrem Hard Rock Hallelujah, sowie weitere Bands ihre Lieder vorgetragen haben, klingelt es erneut beim kroatischen Beitrag des Sängers Dado Topić, und Gutmunduhr bittet Toxic zur Tür. Dort wird er von seinen Mafiakollegen Niko und Radovan empfangen, die den Auftrag haben, ihn zu töten. Sie fahren mit ihm aufs Land und erzählen ihm, was nach seiner Flucht alles geschehen ist. Als sie ihn töten wollen, gönnen sie ihm eine letzte Zigarette. Es gelingt Toxic, sie mit seiner Pistole zu überwältigen und angeschossen zurück zum Haus von Gutmunduhr zu fliehen. Unterwegs denkt er an Gunnhildur sowie an seine frühere serbische Freundin Senka, die er einige Wochen vorher in Reykjavík getroffen hat und mit der er auch eine Affäre begann; sie war ebenfalls schwanger von ihm und er wünscht sich, dass sich seine Kinder kennenlernen. Er erreicht das Haus, als die serbische Gewinnerin Marija Šerifović ihren Beitrag erneut singt, und bricht inmitten der Familie und Freunde zusammen.

### Rückblicke auf das Leben als Auftragsmörder
In vielen Situationen beschreibt Toxic sein Leben als Auftragsmörder und stellt einzelne Episoden vor. Diese beziehen sich entweder auf die einzelnen Morde, die er im Auftrag der kroatischen Mafia durchgeführt hat, oder auf seine Beziehungen, vor allem mit seiner letzten Freundin Munita. Nachdem er von dem Mord an Munita erfährt, erinnert er sich detailliert an seine Morde und zählt sie einzeln durch. Sein eigener misslungener Selbstmord wird als Nummer 68 gezählt.
Später muss er die Geschichten seiner Morde bei seiner Bekehrung erneut darstellen, und Hanna, die Frau von Tortur, bittet ihn, Briefe an die Hinterbliebenen seiner Opfer zu schreiben.

### Rückblicke auf den kroatischen Unabhängigkeitskrieg

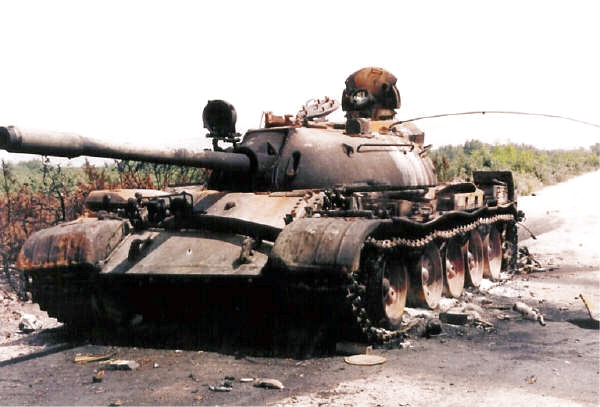
Zerstörter serbischer Panzer auf der Straße nach Drniš

Während der Handlung und vor allem zum Ende des Romans schweifen die Gedanken regelmäßig in die Vergangenheit ab, als Tomislav Bokšić als junger Soldat im kroatischen Unabhängigkeitskrieg kämpfte. Dabei kommen zahlreiche verstörende Ereignisse an den Tag, die er verarbeiten musste und an die er regelmäßig denkt, etwa die Zeiten im Schützengraben und der Tod zahlreicher Kameraden, die Arbeit beim Ausheben von Massengräbern und der Suche nach einer Brille für den Vorgesetzten zwischen den Leichen.
Auch bei den Rückblicken spielt der Eurovision Song Contest eine Rolle, als Tomislav eine Nacht gemeinsam mit seinem Kameraden Andro in einem ausgebrannten serbischen Panzer verbrachte und mit ihm eine Flasche Rakija trank. Als ein betrunkener serbischer Soldat den Panzer kontrollierte, sangen sie gerade gemeinsam das Lied Rock Me der jugoslawischen Band Riva, das den Eurovision Song Contest 1989 gewonnen hatte. Der Serbe setzte sich zu ihnen, ohne die kroatischen Uniformen zu erkennen, und trank und sang gemeinsam mit ihnen – später outete sich Andro, dass er schwul sei, und befriedigte die anderen beiden Männer mit der Hand. Später wurde Andro von Javor, einem Leutnant der kroatischen Truppe, erschossen, als er beim Frühstück ausflippte.
Als allerschlimmsten Moment (ASM) seines Lebens bezeichnet er den Tod seines Vaters, den er selbst in seiner ersten Nacht an der Kriegsfront versehentlich erschossen hatte, weil er ihn für einen angreifenden Serben hielt. In der gleichen Nacht starb auch sein Bruder Dario an der Front, was ihm „irgendwie“ dabei geholfen hat, damit zurechtzukommen, seinen eigenen Vater erschossen zu haben. Später im Roman beschreibt er allerdings einen zweiten allerschlimmsten Moment, als er bei der Untersuchung eines Hauses auf seine ehemalige serbische Freundin Senka in Soldatenuniform traf und später dabei zusehen musste, wie diese von seinen Kameraden vergewaltigt wurde.

## Rezeption

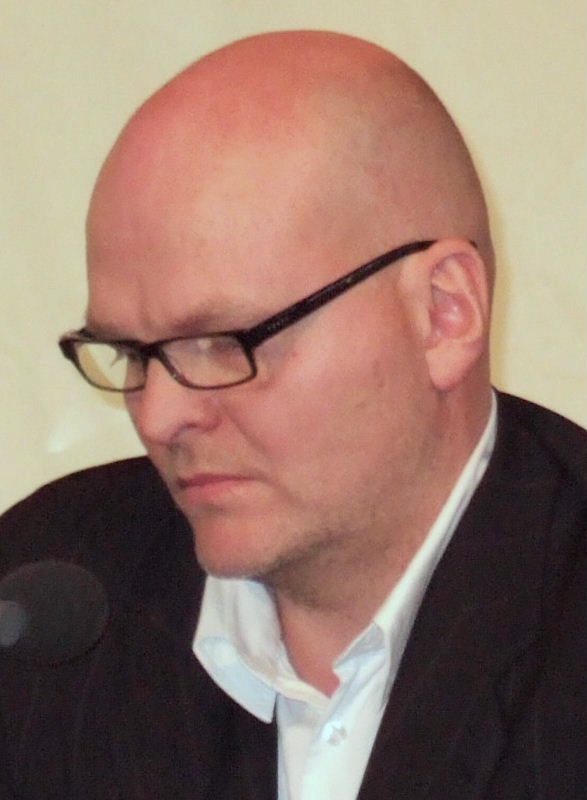
Hallgrímur Helgason, 2006

Der Roman erschien am 4. November 2008 unter dem Originaltitel 10 ráð til að hætta að drepa fólk og byrja að vaska upp bei dem Verlag JPV in Reykjavík. Für die deutsche Ausgabe wurde er von Kristof Magnusson aus dem Isländischen übersetzt und erschien 2010 beim Tropen Verlag, der zum Klett-Cotta Verlag gehört. 2011 erschien er dort in der mittlerweile 5. Auflage. Die dtv Verlagsgesellschaft brachte das Buch zudem im September 2011 als Taschenbuch auf den deutschen Markt. 2012 wurde der Roman in den Vereinigten Staaten unter dem Titel The Hitman's Guide to House Cleaning von Amazon Crossing auf den Markt gebracht.
Der Roman wurde in zahlreichen Medien besprochen, wobei die Bewertung weitestgehend positiv ausfiel. Dabei wird der Roman vor allem mit früheren Romanen des Autors wie 101 Reykjavík, Vom zweifelhaften Vergnügen, tot zu sein und Rokland verglichen. So bezeichnete Wiebke Porombka in der Frankfurter Allgemeinen Zeitung den Roman als den „bisher schrägsten und abgründigsten Roman“ Hallgrímur Helgasons, „der noch schräger, schneller und sehr viel kürzer ist als seine bisherigen“. Der Klett-Cotta Verlag selbst bewirbt den Roman ebenfalls damit, dass er „noch schneller, noch spannender und noch witziger als seine Vorgänger“ sei und beschreibt ihn als „eine schräge Geschichte an den Rändern Europas“. Auf der Frankfurter Buchmesse 2010 wurde dem Buch der Preis für den kuriosesten Buchtitel des Jahres verliehen.
Die Absurdität und vordergründige Komik des Romans und der Handlung steht bei den meisten Besprechungen im Vordergrund und wird als Markenzeichen des isländischen Autors betrachtet, „der seit jeher ein Faible für schräg eingehängte Männerfiguren und Dramaturgien hat.“ Ursula März, Rezensentin des Deutschlandfunk bestätigt dem Roman einen „helgasontypischen aufgekratzten, zur literarischen Blödelei neigenden Erzählsound“ und beschreibt die Geschichte des Protagonisten als „gepflastert von Screwball-Comedy-haften Verwechslungen und Quentin-Tarantino-haften Handlungseinfällen.“ Auf den amerikanischen Regisseur Tarantino nimmt auch Ralf Kramp bei seiner Rezension im Focus Bezug: „Das liest sich beinahe wie ein Drehbuch von Quentin Tarantino.“

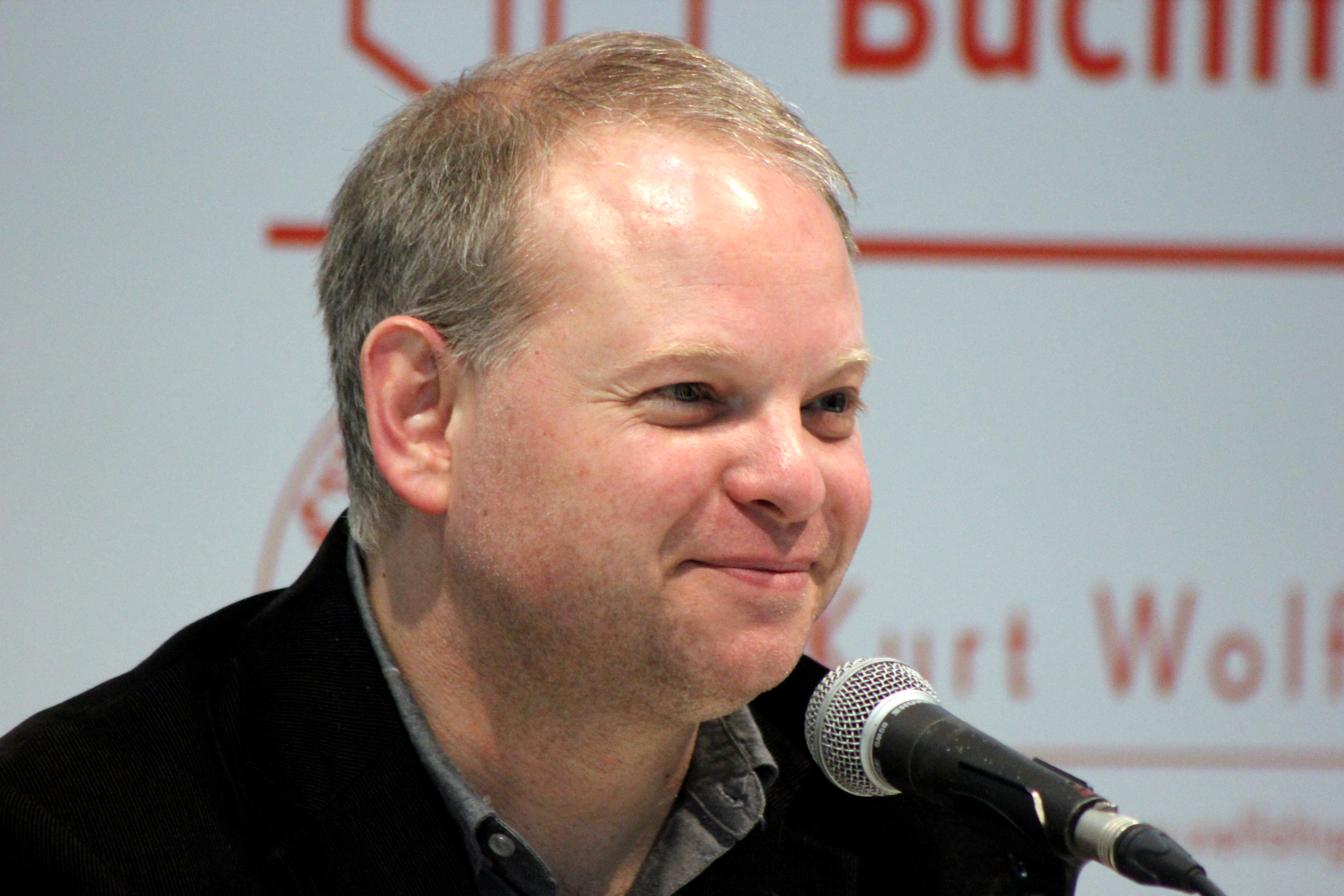
Der Übersetzer Kristof Magnusson auf der Leipziger Buchmesse 2015

Laut Welt ist Helgason „ein neuer Streich geglückt, ein Gesellschaftsroman, der Komik und Ernst wunderbar vermischt.“ Die Welt bescheinigt Helgason zudem einen „ausgeprägten Sinn für schrille Konstellationen, die es ihm erlauben, satirische Elemente mit gesellschaftskritischen Aspekten zu verbinden“ und lobt auch den Übersetzer Kristof Magnusson, der es ebenso wie Karl-Ludwig Wetzig schafft, „die Geschwindigkeit und das Bilderfeuerwerk seiner Sprache in ein adäquates Deutsch zu bringen.“ Dem Deutschlandfunk zufolge hat Magnusson den Roman „in ein pointen- und stilsicheres Deutsch übertragen“.

### Hintergründiger Schrecken
Neben der vordergründigen Gelassenheit und Komik spielt natürlich auch die hintergründige Verarbeitung des Kriegstraumas und der Schuldgefühle des Protagonisten eine zentrale Rolle, die durch seine Situation in den Vordergrund tritt. Nach FAZ wird er „unversehens und unter reichlich abseitigem Zutun seiner christlichen Gastgeber hineingeworfen in die eigene Vergangenheit, die er doch luftdicht in Statistiken verpackt zu haben glaubte.“
Die Aufarbeitung gelingt Helgason anhand „der sprachlichen Wucht, mit der er fortwährend Witz und Greuel zusammenprallen läßt, ohne dass Ersterer zugunsten von Letzterem nachlassen würde“, ohne dass es „kitschig noch banal gerät.“ Die Kalauermaschine rattert bereits weiter, während der Leser ein Schreckensbild noch gar nicht begriffen hat, ohne sie „wäre es auch kaum zu ertragen, weder für Toxic noch für den Leser“. Helgason „erzählt durch das paradoxe Umklappen zwischen Witz und Grauen eine Traumatisierung, die im glasklaren Licht Islands beinahe schon wieder unwirklich erscheinen will.“

### Statistiken
Die Angewohnheit der Hauptperson, sein Leben und seine Bewertungen in Statistiken aufzuarbeiten, wird von der Frankfurter Allgemeinen Zeitung aufgegriffen: „Mit Hilfe der einen Statistik bestimmt er den Attraktivitätsgrad jeder Frau, die ihm über den Weg läuft: An welchem Tag begänne er von ihr zu träumen, wäre sie das einzige weibliche Wesen in seiner Einheit, die einen Monat lang in den Bergen eingeschlossen ist? Mit der zweiten Statistik hält er die Morde fest, die er bisher begangen hat.“ Nach der Betrachtung von Wiebke Porombka dienen die Statistiken vor allem dazu, die Vergangenheit „luftdicht in Statistiken“ verpackt und „überschaubar und dadurch unkenntlich“ gemacht zu haben.

### Betrachtung Islands und der Eurovision Song Contest
Der Rezension der Welt folgend, schafft es Helgason durch einen „einfachen Trick“, seine Heimat Island „quasi mit fremden Augen zu betrachten und vermeintliche Selbstverständlichkeiten staunend aufzuspießen.“ Er beschreibt das Land und seine Bewohner im Jahr 2006 und damit vor der Finanzkrise. Dabei schildert er eine Inselwelt, in der sich die Bewohner in ihrem Reichtum sonnen und Reykjavík den Ruf einer „Partymetropole für westeuropäische Wochenendtouristen“ hat und wo die „butterblonden Eisköniginnen“ in großen Fahrzeugen durch die Straßen fahren. Auch Ursula März stellt heraus, dass es sich bei dem Roman „hinter allen Verrücktheiten und Späßen [um] eine literarische Ethnografie des eigenen Landes“ handelt, das Helgason „durch den befremdeten Blick eines kroatischen Berufskillers betrachtet.“
In diesem Kontext steht auch der Eurovision Song Contest, der in dem Roman den zeitlichen Rahmen setzt und auch inhaltlich mehrfach eine Rolle spielt. Für die Isländer handelt es sich um ein „Nationalereignis, das 99 Prozent aller Isländer vor den Fernsehschirm zieht, […] dessen Ansehen im Land der Elfen und Geysire nicht einmal von Weihnachtsfeiertagen übertroffen wird.“

## Ausgaben
Der isländische Autor Hallgrímur Helgason schrieb seinen Roman zuerst auf Englisch als The Hitman’s guide to housecleaning und übersetzte ihn anschließend selbst ins Isländische, die Erstausgabe war in Reykjavík 2008.
- Hallgrímur Helgason: 10 ráð til að hætta að drepa fólk og byrja að vaska upp JPV Útgáfa, Reykjavík 2008
- Hallgrímur Helgason: Zehn Tipps, das Morden zu beenden und mit dem Abwasch zu beginnen. (Deutsche Übersetzung von Kristof Magnusson), Tropen Verlag, Stuttgart 2010, ISBN 978-3-608-50108-7
- Hallgrímur Helgason: Zehn Tipps, das Morden zu beenden und mit dem Abwasch zu beginnen. (Deutsche Übersetzung von Kristof Magnusson) dtv 2011, ISBN 978-3-423-21318-9

### Übersetzungen weltweit
Das Buch wurde zudem in zahlreiche weitere Sprachen übersetzt
- Italienisch: Toxic, Milano 2010
- Norwegisch: Håndbok i husstell til leiemordere, Oslo 2010
- Dänisch: Lejemorderens guide til et smukt hjem, Kopenhagen, 2010
- Polnisch: Poradnik domowy kilera. jak przestać sprzątać ludzi i wziąć się za zmywanie, Gdańsk 2010
- Russisch: Советы по домоводству для наемного убийцы (Sowjety po domowodstwu dlja najemnogo ubijtsa), Sankt Petersburg 2010
- Tschechisch: 10 rad nájemného vraha, jak vyčistit kvartýr, Praha 2011
- Koreanisch: 살인 청부업자 의 청소 가이드  (Sarin ch'ŏngbuŏpcha ŭi ch'ŏngso kaidŭ), übersetzt von Chong-yu Paek, 들녘, Kyŏnggi-do P'aju-si: Tŭllyŏk, 2012, ISBN 978-89-7527-622-4.
- Französisch: Le Grand Ménage du tueur à gages, Paris 2014
- In Englisch erschien es als The Hitman’s guide to housecleaning in Las Vegas 2012 und auch als Hörbuch: Grand Haven 2012.[11]

## Belege
1. ↑  Hallgrímur Helgason: Zehn Tipps, das Morden zu beenden und mit dem Abwasch zu beginnen. 5. Auflage, Tropen Verlag München 2011; S. 73 ff.
2. ↑  Hallgrímur Helgason: Zehn Tipps, das Morden zu beenden und mit dem Abwasch zu beginnen. 5. Auflage, Tropen Verlag München 2011; S. 210.
3. ↑  Hallgrímur Helgason: Zehn Tipps, das Morden zu beenden und mit dem Abwasch zu beginnen. 5. Auflage, Tropen Verlag München 2011; S. 268.
4. ↑  Hallgrímur Helgason: 10 ráð til að hætta að drepa fólk og byrja að vaska upp [1. Kapitel]. In: Lesbók Morgunblaðsins. 8. November 2008, S. 3 (online bei timarit.is): „Ný skáldsaga eftir Hallgrím Helgason, 10 ráð til að hætta að drepa fólk og byrja að vaska upp, kemur út á þriðjudaginn.“
5. 1 2 3 4 5 6 7  Wiebke Porombka: Entschuldigung, die Schwarze Liste ist nur für Stammgäste. Buchbesprechung in der Frankfurter Allgemeinen Zeitung, 8. April 2010; Abgerufen am 26. September 2015.
6. ↑  Zehn Tipps, das Morden zu beenden und mit dem Abwasch zu beginnen beim Klett-Cotta Verlag / Tropen Verlag
7. ↑  Der kurioseste Buchtitel 2010. Der Tagesanzeiger, 7. Oktober 2010; Abgerufen am 27. September 2015.
8. 1 2 3  Ursula März: Rückkehr nach Reykjavik. Buchbesprechung beim Deutschlandfunk, 19. Mai 2010; Abgerufen am 27. September 2015.
9. ↑  Ralf Kramp: Kaltgestellt unter der Mitternachtssonne. Buchbesprechung in Focus, 23. Februar 2010; Abgerufen am 27. September 2015.
10. 1 2 3 4 5  Helgason beginnt mit dem Abwasch. Buchbesprechung in Die Welt, 3. April 2010; Abgerufen am 27. September 2015.
11. ↑  Hallgrímur Helgason in gegnir.is